# Nazionale maschile di pallacanestro del Perù
La nazionale di pallacanestro del Perù è la rappresentativa cestistica del Perù ed è posta sotto l'egida della Federazione cestistica del Perù.

## Piazzamenti

### Olimpiadi
- 1936 - 8°
- 1948 - 10°
- 1964 - 15°

### Campionati del mondo
- 1950 - 7°
- 1954 - 12°
- 1963 - 12°
- 1967 - 10°

### Campionati sudamericani
- 1937 - 4°
- 1938 -  1°
- 1939 - 4°
- 1940 - 5°
- 1941 -  2°

- 1943 -  3°
- 1947 - 6°
- 1949 - 4°
- 1953 - 5°
- 1955 - 5°

- 1958 - 7°
- 1961 - 5°
- 1963 -  2°
- 1966 -  3°
- 1968 -  3°

- 1969 - 4°
- 1971 - 4°
- 1973 -  3°
- 1976 - 7°
- 1977 - 5°

- 1979 - 7°
- 1981 - 5°
- 1985 - 8°
- 1987 - 6°
- 1989 - 8°

- 1991 - 8°
- 1993 - 7°
- 1997 - 9°
- 1999 - 8°
- 2001 - 8°

- 2014 - 8°
- 2016 - 10°

### Giochi panamericani
- 1963 - 5°
- 1967 - 8°
- 1971 - 9°

## Formazioni

### Olimpiadi
Pallacanestro ai Giochi della XI OlimpiadeArce, Bacigalupo, Dasso, Flecha, J.C. Godoy, M. Godoy, Jacob, Oré, Rossi, Cárdenas, Rospigliosi, Ruiz, All. Pedro Vera
Pallacanestro ai Giochi della XIV Olimpiade3 Ahrens, 5 Vizcarra, 6 Salas, 7 Soracco, 8 Drago, 9 Fernández, 10 Alegre, 11 Fiestas, 13 Descalzo, 14 Ferreyros, 15 Sánchez,        All. -
Pallacanestro ai Giochi della XVIII Olimpiade4 E. Duarte, 5 Ri. Duarte, 6 L. Duarte, 7 Vargas, 8 Benalcázar, 9 Paredes, 10 Sevilla, 11 Sangio, 12 Guzmán, 13 Vásquez, 14 Ra. Duarte, 15 Valerio,        All. Fernando Córdova

### Campionati del mondo
Campionato mondiale maschile di pallacanestro 195012 Alegre, 13 Airaldi, 14 Castro, 15 Descalzo, 16 de Zela, 17 Drago, 18 Fernández, 19 Fiestas, 20 Gardella, 21 Ortiz, 22 Salas, 23 Vergara,        All. Carlos Rojas y Rojas
Campionato mondiale maschile di pallacanestro 19543 Castro, 4 Lucioni, 5 Chocano, 6 Salas, 7 Fiestas, 8 Sánchez, 9 Vizcarra, 10 Drago, 11 Obando, 12 Toro, 13 Moreyra, 14 Ferreyros, 15 Loveday,        All. Luis Alberto Sánchez
Campionato mondiale maschile di pallacanestro 19634 E. Duarte, 5 Ri. Duarte, 6 Podestá, 7 Vargas, 8 Benalcázar, 9 Claudet, 10 A. Sangio, 11 T. Sangio, 12 Sevilla, 13 Saldarriaga, 14 Ra. Duarte, 15 Guzmán,        All. Jim McGregor
Campionato mondiale maschile di pallacanestro 19674 Fleming, 5 Ri. Duarte, 6 Vargas, 7 Paredes, 8 Vittorelli, 9 Sevilla, 10 Vigo, 11 Sangio, 12 Verano, 13 Vásquez, 14 Ra. Duarte, 15 Valerio,        All. Carlos Alegre

### Campionati sudamericani
Campionato sudamericano maschile di pallacanestro 1947Ahrens, Alegre, Del Corral, Descalzo, Drago, Fernández, Ferreyros, Pedraja, Salas, Sánchez, Soracco, Vergara, All. -
Campionato sudamericano maschile di pallacanestro 1953Alegre, Attanasio, Chocano, Drago, Fernández, Fiestas, Lucioni, Ortiz, Salas, Soracco, Sánchez, Vizcarra, All. Charles Liebowitz
Campionato sudamericano maschile di pallacanestro 1958E. Duarte, R. Duarte, Fernández, Ferreyros, Guanilo, Guzmán, Llanos, Lozano, Ramírez, Repetto, Salas, Saldarriaga, Sánchez, Scabarrozi, All. Carlos Rojas y Rojas
Campionato sudamericano maschile di pallacanestro 19613 Lozano, 4 E. Duarte, 5 R. Duarte, 6 Claudet, 7 Benalcázar, 8 Benavides, 9 Guanilo, 10 Valdivia, 11 Cáceres, 12 Guzmán, 13 Robles, 14 Ferreyros, 15 Sevilla, 16 Sangio,        All. -
Campionato sudamericano maschile di pallacanestro 1963Benalcázar, Cipriani, Claudet, E. Duarte, Ra. Duarte, Ri. Duarte, Guzmán, Podestá, Saldarriaga, Sangio, Sevilla, Vargas, All. -
Campionato sudamericano maschile di pallacanestro 1971Airaldi, Dasso, J.C. Duarte, R. Duarte, Ferraro, Fleming, Linares, Paredes, Reyes, Sangio, Vásquez, Vilchez, All. Forrest Anderson
Campionato sudamericano maschile di pallacanestro 19734 Guzmán, 5 Reyes, 6 Falconi, 7 Paredes, 8 Airaldi, 9 J.C. Duarte, 10 Dasso, 11 Ferraro, 12 Fleming, 13 Vásquez, 14 R. Duarte, 15 Arbulú,        All. -
Campionato sudamericano maschile di pallacanestro 1977Airaldi, Assereto, Ra. Duarte, Ri. Duarte, Ferraro, Fleming, Guzmán, Reyes, Tristán, Vásquez, Vilchez, Zegarra, All. -
Campionato sudamericano maschile di pallacanestro 1997Alvarado, Durand, Hospina, Loayza, Manrique, Juan Monges, Julio Monges, Moy, Puente, Solari, Sosa, Vargas, All. Lorenzo Sologuren
Campionato sudamericano maschile di pallacanestro 1999Bresani, Camino, del Carpio, Giuria, Juan Monges, Julio Monges, Narvarte, Puente, Rebottaro, Ríos, Snyder, Vargas, All. Alejandro Castineira
Campionato sudamericano maschile di pallacanestro 2001Budge, Daccarett, de la Lama, del Carpio, Hurtado, Macher, Martínez, Merzthal, Juan Monges, Julio Monges, Puente, Rivera, All. Ricardo Porras
Campionato sudamericano maschile di pallacanestro 20144 Céspedes, 5 Susffalich, 6 Fung, 7 Chávez, 8 Bellatín, 9 Morales, 10 Tristán, 11 Monges, 12 Sambuceti, 13 López, 14 Masías, 15 Saldaña,        All. Mario Ramos
Campionato sudamericano maschile di pallacanestro 20164 López, 5 Regalado, 6 Barrios, 7 Chávez, 8 Bellatín, 9 Morales, 10 La Rosa, 11 Fuller, 13 Céspedes, 14 Masías, 15 Parodi, 17 Sambuceti,        All. Carlos Zanelatto

## Giochi panamericani
Pallacanestro maschile ai IV Giochi panamericaniBenalcázar, Claudet, E. Duarte, Ra. Duarte, Guzmán, Ri. Duarte, Podestá, Saldarriaga, A. Sangio, T. Sangio, Sevilla, Vargas, All. -
Pallacanestro maschile ai V Giochi panamericanide Cárdenas , Cipriani, Ra. Duarte, Ri. Duarte, Fleming, Paredes, Sangio, Sevilla, Valerio, Vargas, Vásquez, Vittorelli, All. -
Pallacanestro maschile ai VI Giochi panamericaniAiraldi, Benalcázar, de Cárdenas, J.C. Duarte, Ra. Duarte, Ri. Duarte, Fleming, Paredes, Sangio, Valerio, Vásquez, Vilchez, All. Forddy Anderson